# Bobby Jenks
Bobby Jenks (Mission Hills, California, Estados Unidos; 14 de marzo de 1981 – Sintra, Portugal; 4 de julio de 2025) fue un beisbolista estadounidense que jugó seis temporadas en la MLB con dos equipos en la posición de pitcher, ganó la Serie Mundial de 2005 y tuvo dos apariciones en el Juego de Estrellas de las Grandes Ligas de Béisbol.

## Carrera
Aunque no llegó a jugar a nivel universitario por sus bajas calificaciones, fue seleccionado en la posición 140 den el Draft de la MLB del año 2000 por los Anaheim Angels proveniente de la Amercan Legion League luego de que los reclutadores descubrieron que lanzaba a más de 100 mph, pero en su estancia en el equipo tuvo problemas de estrés con su hombro que lo llevó a una operación en 2004.
El 17 de diciembre de 2004 Jenks fue reclamado de la lista de waivers por los Chicago White Sox por $20,000. Fue enviado al equipo filial Birmingham Barons de la categoría AA a inicios de 2005 sonde su récord fue de 1–2 con 19 salvamentos y una efectividad de 2.85 ERA en 35 partidos. Jenks fue llamado al primer equipo de los White Sox el 5 de julio de 2005. Los White Sox llegaron a la Serie Mundial de 2005 y Jenks jugó en los cuatro partidos de la serie, donde los White Sox barrieron a los Houston Astros, donde Jenks lanzó cinco innings incluyendo el lanzamiento final de la serie. Tuvo salvamento en los partidos 1 y 4, perdió el salvamento en el juego 2 pero no le anotaron en los innings 11 y 12, además del 14° inning del juego 3.
En 2006 Jenks fue seleccionado por el equipo de la American League en el Juego de Estrellas de las Grandes Ligas de Béisbol, temporada en la que su récord fue de 3–4 con 4.00 ERA y 41 juegos salvados de 45 oportunidades en 67 apariciones. Jenks volvió a ser seleccionado por la American League en 2007. El 25 de septiembre de 2007 Jenks quedó entre los 10 finalistas por el premio "DHL Presents the Major League Baseball Delivery Man of the Year Award".
En 2007 Jenks puso un récord de bateadores retirados de manera consecutiva. El 10 de agosto de 2007 Jenks retiró a 38 bateadores seguidos, ante Ichiro Suzuki de los Seattle Mariners igualó el récord de la American League por más bateadores retirados de manera consecutiva impuesto pot David Wells entre el 12 de mayo de 1998 y el 23 de mayo de 1998 con los New York Yankees.
El 12 de agosto de 2007 ante los Seattle Mariners Jenks retiró a 41 bateadores de manera consecutiva, ante Yuniesky Betancourt, intentó batir el récord de la Major League impuesto por Jim Barr de los San Francisco Giants entre el 23 de agosto de 1972 y el 29 de agosto de 1972. El 20 de agosto de 2007 Jenks permitió un hit de Joey Gathright de los Kansas City Royals, con lo que su récord fue de 41 bateadores retirados de manera consecutiva, pero Jenks tuvo el salvamento en ese partido. El récord de Jenks es la mayor cantidad para un relevista ya que los otros récords fueron de abridores. En el récord de Wells incluye un juego perfecto el 17 de mayo de 1998. El récord de Barr fue en dos partidos, ambos no-hitter, mientras que Jenks lo puso en 14 partidos en 27 días (17 de julio-12 de agosto). Su compañero de equipo Mark Buehrle batió ese récord el 28 de julio de 2009 cuando retiró a 45 bateadores consecutivos.
El 19 de enero de 2009 Jenks evitó el arbitraje luego de que firmó una extensión de contrato por un año y $5.6 millones. En ese año su efectividad fue de 4.44 con 27 salvamentos en 52 2⁄3 con 61 ponches en 55 partidos.
El 2 de diciembre de 2010 los White Sox rehusaron a firmar una extensión de contrato y quedó como agente libre.
El 21 de diciembre de 2010 Jenks firmó un contrato de dos temporadas y $12 millones con los Boston Red Sox. Jenks tuvo problemas de lesiones en 2011 que lo mandaron a la lista de lesionados en tres ocasiones a causa de un tirón en el bíceps, que lo dejó fuera el resto de la temporada. En junio ante los New York Yankees tenía un dolor muy fuerte en la espalda cuando lanzaba su recta. Tuvo que usar medicinas para el dolor como Percocet. Su compañero Tim Wakefield le sugirió a Jenks hacerse radiografías en su espalda. Las imágenes reflejaron un espolón óseo en la espina que hizo calcificación en los tendones, el cual se desarrolló a los pulmones. El 13 de septiembre de 2011 los Red Sox anunciaron que Jenks fue diagnosticado con embolismo pulmonar; además de colitis. Lanzó en 19 partidos en la temporada donde su récord fue de 2–2 con 6.32 de efectividad.
El 12 de diciembre de 2011 Jenks tuvo una cirugía para remover los espolones en su espalda. Según Jenks, se suponía que serían removidos dos niveles de su espalda, pero el Dr. Kirkham Wood, jefe del departamento de ortopedia del Massachusetts General Hospital (MGH), no pudo completar el segundo nivel. Poco después de la cirugía, la espalda de Jenks se abrió en dos partes (entre la membrana de su espina y el hueso sacro). Esto provocó la salida de líquido espinal y una infección que afectó el cerebro que casi lo mata. Jenks fue forzado a regresar a operarse el 28 de diciembre de 2011 solo dos semanas después de la operación anterior. Los efectos combinados de la infección y sus problemas en los músculos pusieron a Jenks de baja por tres meses. Los Red Sox colocaron a Jenks en la lista de lesionados por 60 días, que se mantuvieron hasta los primeros meses de la temporada de 2012.
El 3 de julio de 2012 Jenks fue liberado por los Red Sox. Acusaron a Wood en 2015 por mala praxis. Se descubrió que Jenks fue operado por Wood como si fuera un paralítico al mismo tiempo que la operación fue tratada como "de rutina"; mientras que a otro paciente lo puso en anestesia. Jenks en el The Boston Globe dijo que su operación tuvo varias fechas. El 8 de mayo de 2019 Jenks demandó al MGH y a Wood por $5.1 millones. Jenks argumentó que ningún otro paciente recibió un adecuado trato en sus respectivas cirugías. Cree que Wood apuró la operación para un paralítico, por lo que no tuvo ciudado con su espalda.
Luego de años de recuperación se hizo un escáner a la espalda Jenks para ver la debilidad de su espalda por el procedimiento salvaje de sus operaciones para ver su noecesitaba una operación en el futuro y ver su quedaba libre de dolor. Se descubrió que necesitaba na nueva operación para reemplazar los omoplatos y discos de la espalda con la esperanza de regresar al béisbol. Otra opción eran varias sesiones de terapia física, pero que no garantizaba su regreso al béisbol. Decidió operarse y retirarse del béisbol.

## Tras el retiro
A inicios de Mayo de 2021 Jenks fue coach de lanzadores para los Grand Junction Rockies de la MLB Partner en la Pioneer League. En la temporada 2021 fue promovido a  manager luego del retiro de Jimmy Johnson. Ganó el premio al Manager del Año en 2022 luego de llevar a los Rockies al título. En 2023 pasó a ser coach de lanzadores con los Princeton WhistlePigs, después fue mánager de los Windy City ThunderBolts el 26 de octubre de ese año.

## Vida personal y muerte
Jenks se casó dos veces, primero con Adele Romkee con la que tuvo cuatro hijos, y después con Eleni Tzitzivacos, con la que estuvo hasta su muerte en 2025. Hasta mayo de 2019 vivió en Malibu, California.
Jenks se convirtió en adicto a los analgésicos por su cirugía lumbar al punto que tomaba más de sesenta pastillas al día. Mezclaba Percocet y Ambien en su apartamento en Fort Myers, Florida durante el entrenamiento de primavera, causando que pusiera la comida refrigerada en el suelo antes de romper el televisor con un cuchillo. Entre marzo y julio de 2012 fue arrestado por manejar bajo los efectos de analgésicos. Su familia hizo una intervención en mayo para que fuera enviado a rehabilitación. También admitió su adicción al licor; que lo llevó a tener depresión luego de la operación de 2013. En 2019 se mantuvo siete años sobrio.
Jenks se mudó a Pacific Palisades, Los Angeles cuando su casa se quemó por los incendios de 2025, y también Jenks pasaba tiempo en Portugal durante el receso de temporada para estar más cerca de su segunda familia.
En febrero de 2025 Jenks fue diagnosticado con adenocarcinoma en su estómago. Murió el 4 de julio de 2025 en Sintra, Portugal a los 44 años a causa de la enfermedad.